# Фердинанд III Габсбург
Фердина́нд III Га́бсбург (нім. Ferdinand III.; 13 липня 1608 — 2 квітня 1657) — імператор Священної Римської імперії з 1637 року, король Угорщини (частини королівства з 1625 року, повністю у 1637-1647 роках), король Богемії (1627-1646), титулярний король Галичини і Волині. Син Фердинанда II і Марії Анни (8 грудня 1574 — 8 березня 1616), дочки герцога Баварського Вільгельма V.

## Біографія
Хоча ще у 1625 році, за життя батька, він був коронований королем Угорщини, а в 1627 році королем Богемії, проте імператор Фердинанд II не давав йому втручатися в справи. Тільки останніми роками життя батька, особливо після смерті Валленштайна, Фердинанд III почав активну політичну діяльність.
У 1634 році (6 вересня і 7 вересня) він завдав шведам важкої поразки при Нердлінгені (Тридцятирічна війна), після чого його війська повністю розграбували Вюртемберг та інші землі, що потрапили їм до рук. Після смерті батька в 1637 році Фердинанд III успадкував владу батька, цілком безперешкодно, частково завдяки популярності, яку він здобув собі Нердлінгенською перемогою.
Він менше підкорявся єзуїтам, ніж його батько, а проте, незважаючи на бажання закінчити нескінченну і руйнівну війну, довго не погоджувався навіть на найскромніші поступки протестантам. У 1647 році Фердинанд III ледь не потрапив у полон до шведського керівника партизанів-наїзників Гельмгольда Врангеля, його ледве встигли врятувати.
У 1648 році Фердинанд III погодився, нарешті, на укладення Вестфальского миру, що дав певні права протестантам імперії. Звільнити свої володіння від військових і розбійницьких зграй, що тероризували населення, Фердинанду III вдалося лише в 1654 року. Імператор був також обдарованим музикантом і композитором.

## Родина

### Перший шлюб
20 лютого 1631 року одружився з інфантою Марією Анною, дочкою короля Іспанії Філіпа III Побожного. Матір Анни Марії була сестрою батька Фердинанда. Мали шестеро дітей:
- Фердинанд IV (1633—1654)
- Маріанна (1634—1696), дружина короля Іспанії Філіпа Великого
- Філіп Август (1637—1639)
- Максиміліан Томас (1638—1639)
- Леопольд I (1640—1705), імператор Священної Римської імперії
- Марія (1646)

### Другий шлюб
2 липня 1648 року одружився з Марією Леопольдіною, дочкою ерцгерцога Леопольда V і Клаудії де Медічі. Мали одного сина
- Карл Йозеф (1649-1664)

### Третій шлюб
30 квітня 1651 року одружився з Елеонорою Гонзага-Неверською, дочкою Шарля Гонзага. Мали четверо дітей:
- Тереза Марія Йозефа (1652-1653)
- Елеонора Марія Йозефа (1653-1697), в першому шлюбі дружина короля Польщі Міхала Корибут Вишневецького, в другому шлюбі дружина герцога Лотарингії Карла V
- Марія Анна Йозефа (1654-1689), дружина Йоганна Вільгельма, курфюрста Пфальцу
- Фердинанд Йозеф (1657-1658)